# Sedum multiceps
Sedum multiceps е храст, типичен за Алжир. Достига до 15 см височина, не е претенциозен към околната среда. Размножава се изключително лесно. Цъфти през лятото. Растението е многогодишно, отглежда се предимно с декоративна цел. Цветовете му са жълти, звездовидни, с диаметър около 13 мм.